# Tramptörel
Tramptörel (Euphorbia humifusa) är en törelväxtart som beskrevs av Carl Ludwig von Willdenow. Enligt Catalogue of Life ingår Tramptörel i släktet törlar och familjen törelväxter, men enligt Dyntaxa är tillhörigheten istället släktet törlar och familjen törelväxter. Arten har ej påträffats i Sverige. Inga underarter finns listade i Catalogue of Life.